# Ordinary
Ordinary is een single van de Belgische producer Regi Penxten samen met de singer-songwriter Milo Meskens.
Ordinary werd Regi's 17e top 10-hit. Voor Milo zijn tweede na New Beginning. De single die met platina bekroond werd, werd live gebracht op de MIA's in een medley. Er verschenen later ook twee remixes van de single en een akoestische die een tipnotering behaalde in de Ultratop 50.